# Hrabove
Hrabove (ukrainska: Грабове; ryska: Грабово, Grabovo, stavas också Grabove) är en by i Donetsk oblast i Ukraina med cirka 1 000 invånare.
Malaysia Airlines Flight 17 havererade i Hrabove 17 juli 2014.